# Edme-François-Étienne Gois
Edme-François-Étienne Gois, llamado Étienne Gois hijo, fue un escultor francés, nacido en el año 1765 en París y fallecido en el año 1836 en Saint-Leu-Taverny.

## Datos biográficos

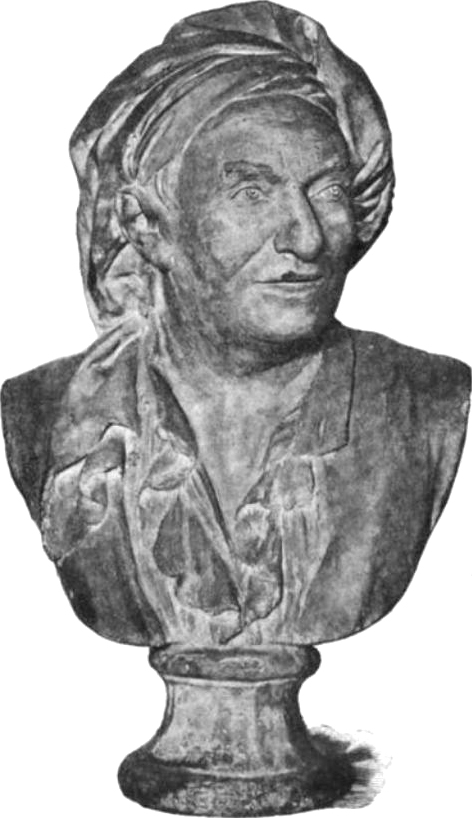
Busto de Étienne Gois padre, realizado por Gois hijo

Alumno de Étienne Gois padre , asistió a la Escuela de Bellas Artes. 
En la Escuela ganó el segundo gran Premio de Roma en escultura en 1788 y el primero en 1791 , este último sobre el tema Ablimélech rendant Sarah à Abraham . El primer premio fue otorgado a Bridan , pero los compañeros de Gois , que habían reconocido el mérito de su obra, escribieron al rey solicitando otro primer premio, que sehabía reservado para 1796 , y se le concedió.  Luis XVI se apresuró a escribir a la Academia para que este premio fuese concedido  y de inmediato se le entregó al joven Gois. 

## Obras

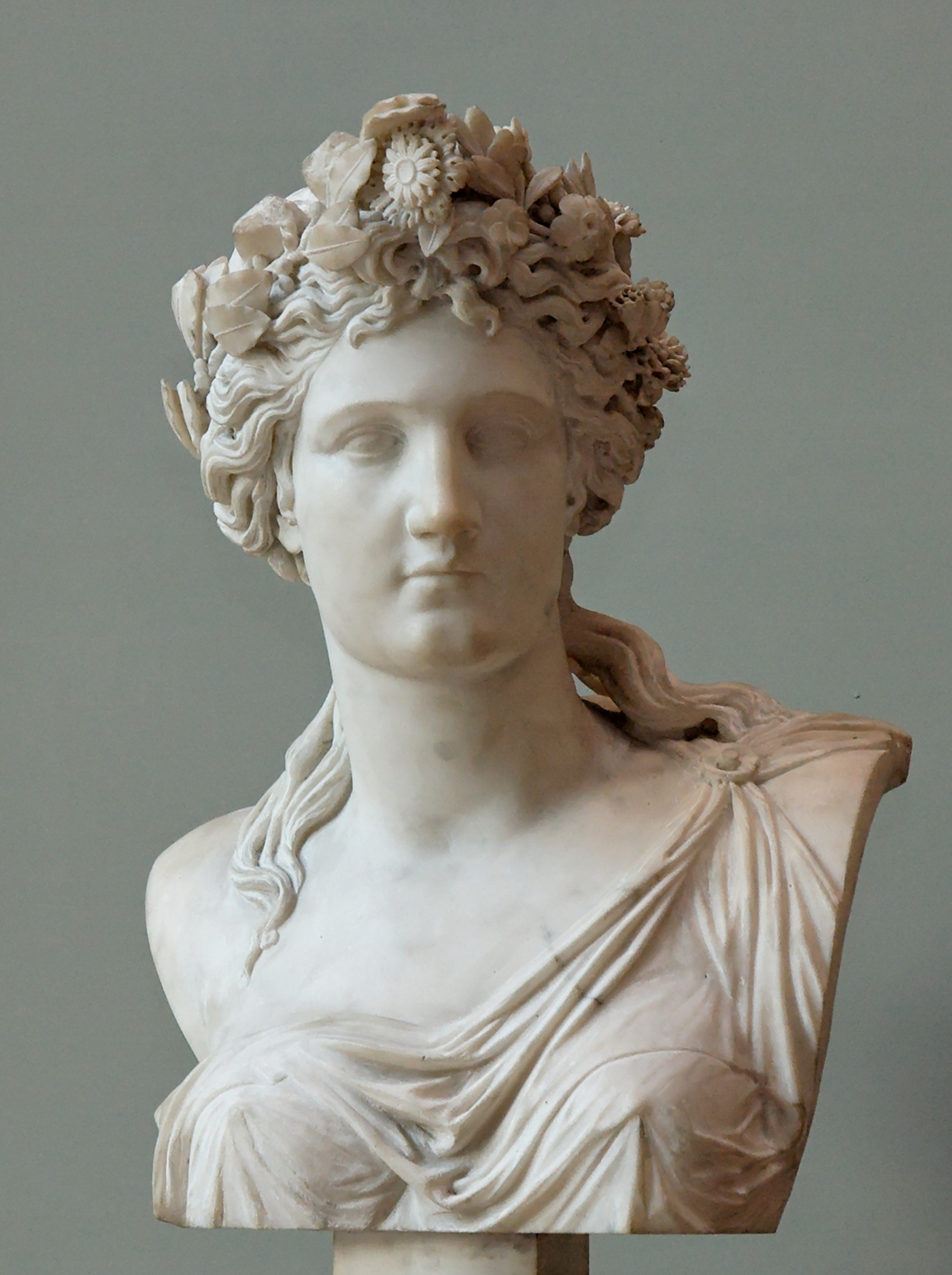
Corinne, poetisa griega busto de mármol, en las colecciones del Louvre

Las principales obras de Edme-François-Étienne Gois son las siguientes:
- El río Loredan ,

en francés: Le Fleuve Lorédan , bajorrelieve expuesto en el Salón de 1799;
- Venus saliendo del agua sobre una concha

en francés: Vénus sortant des eaux sur une coquille , estatua expuesta en el salón de 1799 y varios otros desde entonces;
- Las Tres Gracias

en francés: Les trois Grâces , grupo;, exhibido en el Salón de 1800;
- La Victoria - La Victoire , figura  grande ; , exhibida en el Salón de 1800;
- estatua ecuestre de Napoleón Bonaparte, exhibida en el Salón de 1800;
- Juana de Arco,  estatua en bronce para la ciudad de Orleans, que también apareció en el Salón de 1800;
- busto de mármol de Gustave Adolphe, ejecutado en 1801;
- Estatua de Desaix , salón de 1804 ;
- Céfalo - Céphale , estatua , salón de 1814 ;
- Psique , salón de 1817 ;
- Descendimiento de la Cruz

en francés: Descente de croix , grupo colosal, expuesto en el Salón de 1819, luego instalado en la iglesia de Saint-Gervais, de París;
- Leda ve a sus cuatro hijos salir de una concha

en francés: Léda regardant ses quatre enfants sortir d'une coquille-  , salón de 1827 ;
- Sainte-Genevieve, salón de 1827 ;
- busto de mármol del duque de Borbón, Salón de 1823 (en el Museo de Versalles);
- Estatua de Carlomagno, en la iglesia de Saint-Denis;
- Mausoleo del duque de Berry, en la iglesia de San Mauricio de Lille;
- Estatua de Turenne, colocado en el puente de la Concordia , y ahora en el Museo de Versalles.

Su Venus y su grupo de las Tres Gracias fueron grabadas en los Anales del Museo del Louvre.
Gois recibió medallas en los Salones de 1800 y 1802 . 

Obras de Edme-François-Étienne Gois
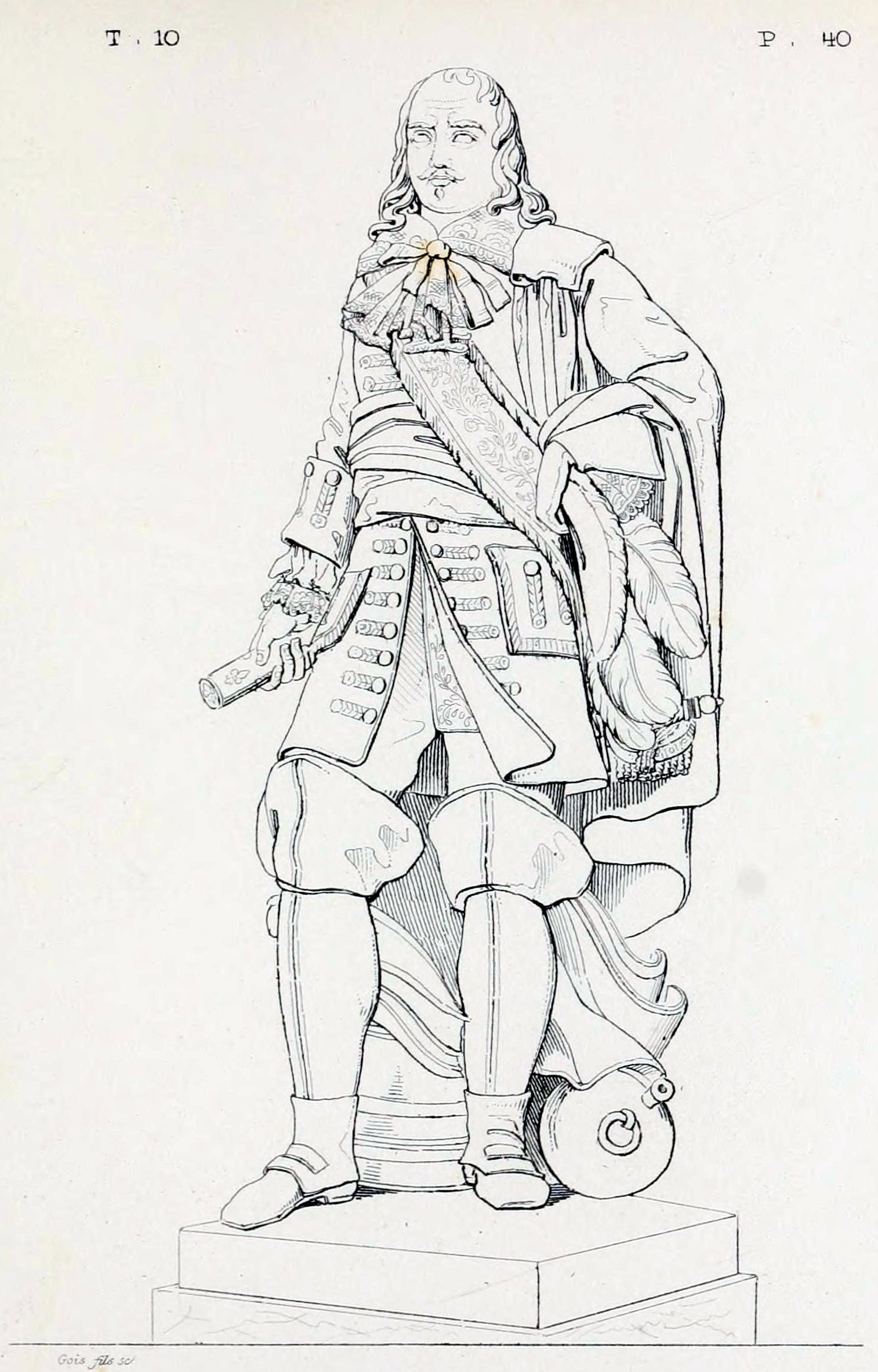
Dibujo de la Estatua de Turenne
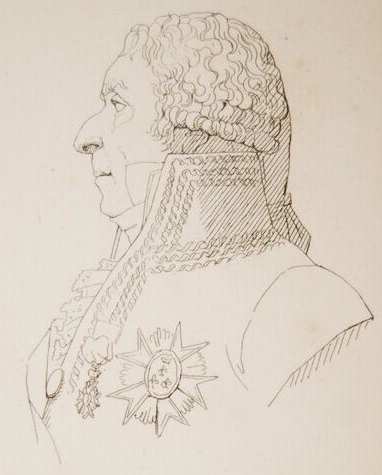
Dibujo del busto de Jean-Baptiste Lynch. 1815
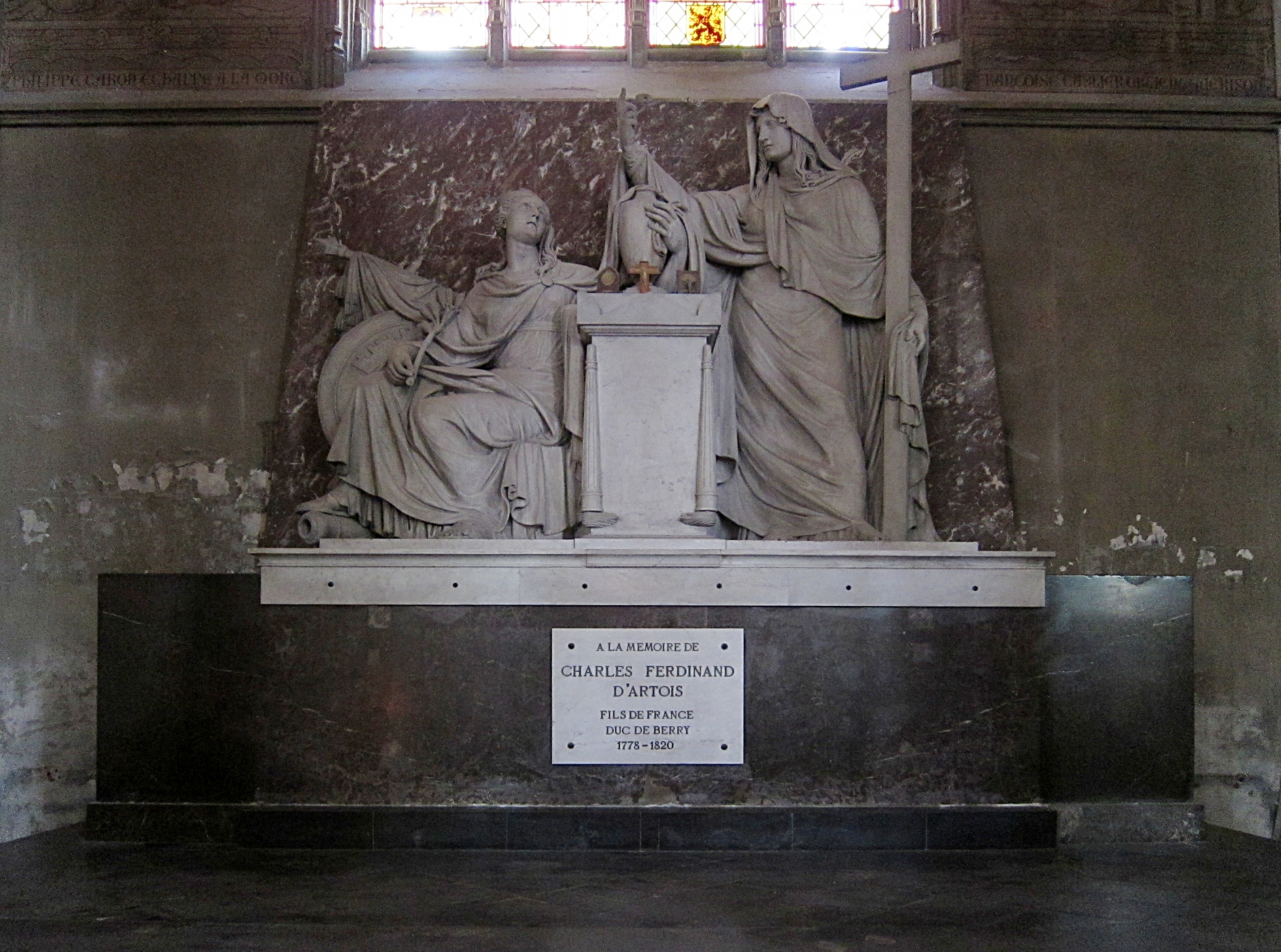
Mausoleo del duque de Berry